# Bermudo Meléndez Meléndez
Bermudo Meléndez Meléndez   (Palència, 21 de gener de 1912 - Madrid, 29 de gener de 1999) va ser un paleontòleg espanyol, autor de diversos llibres de text de paleontologia i geologia per a estudiants universitaris. Va ser catedràtic de paleontologia i president de la Reial Societat Espanyola d'Història Natural (1964), i membre de la Reial Acadèmia de Ciències Exactes, Físiques i Naturals de 1977 a 1999.

## Biografia
Encara que el seu pare el va obligar a estudiar enginyeria, aviat va abandonar aquests estudis per dedicar-se a la seva veritable vocació i estudiar Ciències Naturals a la Universitat Central de Madrid.
Es va llicenciar el 1936 amb el treball de grau Filogenia de los vertebrados en els tiempos geológicos, pel qual obtindria un premi extraordinari i el 1942 es doctoraria amb la tesi El cámbrico en España per la qual també va obtenir un premi extraordinari.
Acabada la guerra civil aconsegueix per oposició el lloc d'auxiliar del seu director de tesi, Eduardo Hernández-Pacheco. Es va casar el 1943 amb Isabel Hevia, el matrimoni tindria deu fills. El 1944 va aconseguir la càtedra de Geologia de la Universitat de Granada i el 1949 seria la de Paleontologia i Geologia de la Universitat de Madrid. També fou vicedirector de l'Institut Lucas Mallada del CSIC i membre de la Junta del Govern del Patronat Alonso de Herrera.

## Obra
(Selecció)

### Tractats i manuals
- Meléndez, Bermudo (1946). Apuntes de óptica cristalina. Universidad de Granada. 44 pàgs.
- — (1946). Historia de la vida sobre la tierra. Universidad de Granada. 47 pàgs.
- — (1946). La desintegración atómica como fuente de energía geológica. Universidad de Granada. 21 pàgs.
- — (1947). Tratado de Paleontología. Tomo I. Generalidades e Invertebrados (1ª parte). C.S.I.C, Instituto Lucas Mallada. Madrid
- — (1950). Tratado de Paleontología. Tomo II. Invertebrados (2ª parte): Artrópodos y Moluscos. C.S.I.C, Instituto Lucas Mallada. 709 pàgs. Madrid
- Muedra, Vicente i Meléndez, Bermudo (1950). Autodidaxis Cristalográfica. Iniciación en los Estudios de Cristalografia Geométrica, Física y Química. Ed. Librería Paraninfo. 323 pàgs. (reeditat el 1957 com Manual de Cristalografía elemental)
- Meléndez, Bermudo (1955). Manual de Paleontología. Paraninfo. 466 pàg. Madrid
- — (195?). Sesenta modelos cristalográficos recortables. Paraninfo. 136 pàg. Madrid (reeditat 20 vegades, ed. 1988: ISBN 84-283-0059-3)
- — i Fúster, José María (1966). Geología. Editorial Paraninfo. 912 pàgs. ISBN 84-283-0956-6 (9à. imp., 2000)
- — (1970). Paleontología. Tomo 1. Parte general e invertebrados. Editorial Paraninfo. 715 pàgs. ISBN 84-283-0005-4 (2a. ed., 1977)
- — (1971). Prácticas de Paleontología (Fichero de Paleontología estratigráfica). Editorial Paraninfo. 81 pàg. Madrid
- — (1979). Paleontología. Tomo 2. Vertebrados. Peces, Anfibios, Reptiles y Aves. Editorial Paraninfo. 542 pàgs. ISBN 84-283-1001-7
- — (coord.) (1990). Paleontología. Tomo 3 Volumen 1. Mamíferos (1ª parte). Editorial Paraninfo. 383 pàgs. ISBN 84-283-1742-9
- — (coord.) (1995). Paleontología. Tomo 3 Volumen 2. Mamíferos (2ª parte) y Paleontología Humana. Editorial Paraninfo.
- — (ed.) (1999). Tratado de Paleontología. Tomo I. (3ª edición). Madrid: C.S.I.C. Textos Universitarios, 29. 457 pàgs. ISBN 84-00-07790-3 [edició ampliada i revisada per Guillermo Meléndez Hevia]

### Assaigs
- Meléndez, Bermudo (1946). «Los problemas de la moderna Paleobiología». Revista de la Universidad de Oviedo. Ciencia - Geología, 4-2(1): 54 pàgs.
- — (1951). «Evolución y paleontología». Arbor: ciencia, pensamiento y cultura, 19 (66): 263-281
- — (1953). «Paleontología española». Estudios Geológicos, 17; 113-133
- — (1954). «El estudio y la enseñanza de la Paleontología». Revista de la Universidad de Madrid, 3 (10): 202-209
- — (1955). «La evolución en el tiempo». Arbor, 113. 14 pàgs.
- Crusafont, Miguel; Meléndez, Bermudo i Aguirre, Emiliano (Eds.) (1966). La evolución. La Editorial Católica, S.A. Biblioteca de Autores Cristianos [B.A.C.]. Sección VI (Filosofía), 258. 1.014 pàgs. Madrid ISBN 978-84-220-0676-3 (4ª ed., 1986)
- Meléndez, Bermudo (1983). «Las bases científicas del evolucionismo». Ed. Asociación de Universitarias Españolas. 88 pàg.

### Investigació
- Meléndez, Bermudo (1941). «El yacimiento de Arqueociátidos de Alconera (Badajoz)». Boletín de la Real Sociedad Española de Historia Natural, 39: 231-239
- — (1942). Contribución al estudio del paleozoico aragonés. Consejo Superior de Investigaciones Científicas - Trabajos del Instituto de Ciencias Naturales "José de Acosta" (Serie Geológica), 3 (1). 149 pàgs., [25] f. de làm.
- — (1944). Los terrenos cámbricos de la península hispánica. Consejo Superior de Investigaciones Científicas - Trabajos del Instituto de Ciencias Naturales "José de Acosta" (Serie Geológica), 1 (1). 208 pàgs. 13 làm. Madrid ISBN 84-00-00247-4
- — (1946). «Contribución al estudio de la flora fósil del mioceno de Libros (Teruel)». Anales del Jardín Botánico de Madrid, 6 (1): 105-109
- — (1947). «Una fauna pliocena del borde meridional de la cuenca terciaria de Granada». Boletín de la Real Sociedad Española de Historia Natural, 45: 647-657
- — i Hevia, I. (1947). «La fauna ashgilliense del Silúrico aragonés». Boletín de la Universidad de Granada, 83: 1-17
- — (1952). «Los Carpoideos de España». Las Ciencias, 17: 497-516
- — (1954). «Los Trochocystites del Pirineo». Boletín de la Real Sociedad Española de Hístoria Natural, 51: 97-105
- — i Aguirre, Emiliano (1958): «Hallazgo de Elephas en la terraza media del río Manzanares (Villaverde, Madrid)». Las Ciencias, 23 (4): 597-605
- — (1959). «Los Echinosphaerites del Silúrico de Luesma (Zaragoza)». Estudios Geológicos, 15: 23-28
- Crusafont, M., Meléndez, B. i Truyols, J. (1960). «El yacimiento de vertebrados paleógenos de Huérmeces del Cerro (Guadalajara) y su significado cronoestratigráfico». Estudios Geológicos, 16 (4): 243-254
- Chauvel, J. i Meléndez, Bermudo (1978). «Les Echinodermes (Cystoïdes, Asterozoaires, Homalozoaires) de l'Ordovicien moyen des Monts de Toléde (Espagne)». Estudios geológicos, 34: 75-87
- Gutiérrez Marco, Juan Carlos; Chauvel, J.; Meléndez, Bermudo; i Smith, A.B. (1984). «Los equinodermos (Cystoidea. Homalozoa, Sterelloidea, Crinoidea) del Paleozoico infefior de los Montes de Toledo y Sierra Morena (España)». Estudios Geológicos, 40 (5-6): 421-453
- Gutiérrez Marco, Juan Carlos i Meléndez, Bermudo (1987). «Nuevos hallazgos de Estilóforos (Homalozoos) en los materiales ordovícicos de la zona Centroibérica». Coloquios de Paleontología, 41: 41-50
- Pickerill, R.K.; Romano, M. ; Meléndez, Bermudo (1984). «Arenig trace fossils from the Salamanca area, western Spain». Geological Journal, 19 (3): 249-269 ISSN 0072-1050
- Gutiérrez Marco, Juan Carlos; Meléndez, Bermudo; Parsley, R. L.; Prokop R.J. i Marek, L. (1992). «Equinodermos (Cystoidea, Homalozoa. Asterozoa) de afinidades bohémicas en el OrdovÍcico de las Zonas Centroibérica y Ossa Morena, España». Publicaciones del Museo de Geología de Extremadura, 1: 79-81
- Gutiérrez Marco, Juan Carlos; Chauvel, J. i Meléndez, Bermudo (1996). «Nuevos equinodermos (cistideos y blastozoos) del Ordovícico de la Cordillera Ibérica (NE de España) Arxivat 2015-12-27 a Wayback Machine.». Revista Española de Paleontología, 11: 100-119

## Tàxons dedicats
(Tots són tàxons extints, coneguts pels seus fòssils)
- Alconeracyathus melendezi Perejón i Moreno-Eiris, 1989
- Cepaea melendezi Robles
- Cilindrotomaculum melendezi Gutiérrez Marco, 1984
- Conohyus melendezi Golpe Posse, 1972
- Heteraster melendezi Villalba, 1991
- Heviacrinus melendezi Gil Cid, Domínguez i Silván, 1995
- Hipparion primigenium melendezi Alberdi, 1974
- Lathyrus melendezi Villalta
- Melendezia Fernández López, 1985[1]
- Orbitolina (Mesorbitolina) texana melendezi Ramírez
- Pecopteris melendezi Wagner
- Retamaspis melendezi Hammann, 1972
- Sepia (Parasepia) melendezi Mayoral i Muñiz, 1994
- Strenuaeva melendezi Gil Cid, 1972
- Sucocystis melendezi (Schroeder, 1973) (=Gyrocystis melendezi)
- Terebratula melendezi Bataller, 1959